# Bertholde de Toul
Berthold(e) de Toul († 1018), (Bertholdus en latin) est le 36e évêque de Toul, titulaire du 3 octobre 995 au 25 septembre 1018.

## Biographie
Successeur de l'évêque Robert, il était allemand de nation. C'est l'Empereur Othon III qui le désigna comme évêque ; le clergé de Toul ratifiera ce choix car il était fort recommandable par sa piété. Il fut ensuite sacré par l'Archevêque de Trèves Ludolve (de) le 3 octobre 995. Son Archevêque lui proposa de suivre comme modèle son illustre prédécesseur Saint Gérard. À sa suite, il rétablit la vie commune parmi les chanoines de Toul.  
Il témoigna de sa fermeté épiscopale à plus d'une occasion, notamment face à certains seigneurs qui avaient auparavant persécuté Saint Gérard, dont il ruina de fond en comble leurs châteaux en prenant bien soin de les expulser de l'Evêché, ainsi que leurs descendants. Il excommunia aussi la princesse Béatrice, duchesse et régente de Lorraine, pour avoir osé faire ouvrir sans sa permission le tombeau de St-Dié (elle voulut percevoir des arriérés d'impôts et confisquer les riches reliques)
Dans sa ville épiscopale de Toul, il bâtit ou répara les églises Saint-Jean-aux-Fonts, celle de Saint Vaast et celle de Sainte Geneviève joignant la maison épiscopale.   
Il fit faire à la Cathédrale de Toul des portes d'une beauté extraordinaire et embellit le Maître-Autel de dorures et de pierreries.  
Le 7 juin 1002, il assista à l'assemblée de Mayence où le roi Henri II fut reconnu et couronné roi de Germanie. Il obtint de ce prince le droit de pêche depuis le comté de Saintois jusqu'à Sorcy ainsi que le péage des mines des montagnes des Vosges et la restitution du fief de Berkeim en Alsace. Les églises de Sorcy et de Châtel, le fief de Badonviller, le château de Pagny, les hameaux de Longort de Laye (Chapelle de Massey) et d'Ourches devinrent sous son épiscopat la propriété de l'Église de Toul.  
Il acquit en 1009, pour le chapitre de la Cathédrale, les terres de Fontenoy de la Comtesse Eve, dame et fondatrice du prieuré de Lay(-Saint-Christophe).
Il crée en 1010 un nouveau monastère d'hommes (l'abbaye de Saint-Sauveur) sur une colline voisine du monastère de Bonmoutier. Il y mettra une vingtaine de religieux bénédictins. 
Il meurt le 25 septembre 1018 et est enterré au milieu de la nef de la Cathédrale de Toul. Il sera ensuite transféré dans le troisième tombeau de la chapelle de la Magdelaine.
Son successeur sera l'évêque Hermann.